# Suessenguthia cuscoensis
Suessenguthia cuscoensis là một loài thực vật có hoa trong họ Ô rô. Loài này được Wassh. miêu tả khoa học đầu tiên năm 1970.